# Tempesta (film 1941)
Tempesta (Remorques) è un film del 1941 diretto da Jean Grémillon.